# The Moments
The Moments —inicialmente The Frantiks— fue una banda británica de rhythm and blues originaria de Londres. Fue formada por Steve Marriott, en ese entonces de 16 años de edad, después de abandonar una prometedora carrera como actor.
La banda nunca logró una carrera exitosa. Tras la expulsión de Marriott en 1965, el cantante se integró a Small Faces.